# Karl Francioh
Karl Francioh (* 5. Oktober 1912 in Wriezen, Brandenburg; † 13. Dezember 1945 in Hameln) war SS-Rottenführer und Koch der SS-Küchen in verschiedenen Konzentrationslagern. Er wurde nach Ende des Zweiten Weltkriegs im ersten Bergen-Belsen-Prozess als Kriegsverbrecher verurteilt und hingerichtet.

## Leben
Karl Francioh, von Beruf Bergmann, war verheiratet und hatte vier Kinder. Nach Beginn des Zweiten Weltkrieges war er zunächst als Koch bei der Wehrmacht eingesetzt. Am 17. April 1940 wurde er Mitglied der SS und fungierte als Koch der SS-Küche in Posen. Bald danach wurde Francioh in das KZ Auschwitz versetzt, wo er zunächst als Koch der SS-Küche und später in derselben Funktion in der dortigen Offiziersmesse arbeitete. Im Dezember 1944 erfolgte seine Versetzung nach Blechhammer, einem Nebenlager des KZ Auschwitz III Monowitz.
Ende Dezember 1944 wurde Francioh im KZ Auschwitz für drei Wochen unter Arrest gestellt und begleitete im Zuge der Evakuierung des KZ Auschwitz am 18. Januar 1945 einen Transport desertierter SS-Männer in das KZ Groß-Rosen. Am 19. Januar 1945 kehrte er kurzzeitig nach Blechhammer zurück und gelangte, wahrscheinlich mit einem Evakuierungstransport, im Februar 1945 erneut in das KZ Groß-Rosen. Dort traf er Ansgar Pichen wieder, den er bereits aus dem Auschwitzer Nebenlager Blechhammer kannte. Von dort gelangte er, wahrscheinlich wiederum mit einem Evakuierungstransport, zwischen dem 10. oder 11. März 1945 in das KZ Bergen-Belsen.
In der ersten Woche nach seiner Ankunft in Bergen-Belsen bekleidete Francioh noch keine Funktion im Lager, danach wurde er in das KZ Neuengamme beordert, um von dort einen Transport kranker Häftlinge in das KZ Bergen-Belsen zu begleiten. Nach seiner Rückkehr war Francioh noch für zwei Tage im Frauenlager tätig und kam, mit einer kurzen Unterbrechung, für zwölf Tage in Bergen-Belsen unter Arrest, da er ohne Genehmigung das Lager verlassen hatte, um seine Frau in Bergen zu besuchen. Ab dem 12. April 1945 arbeitete er wieder als Koch in der SS-Kantine. 

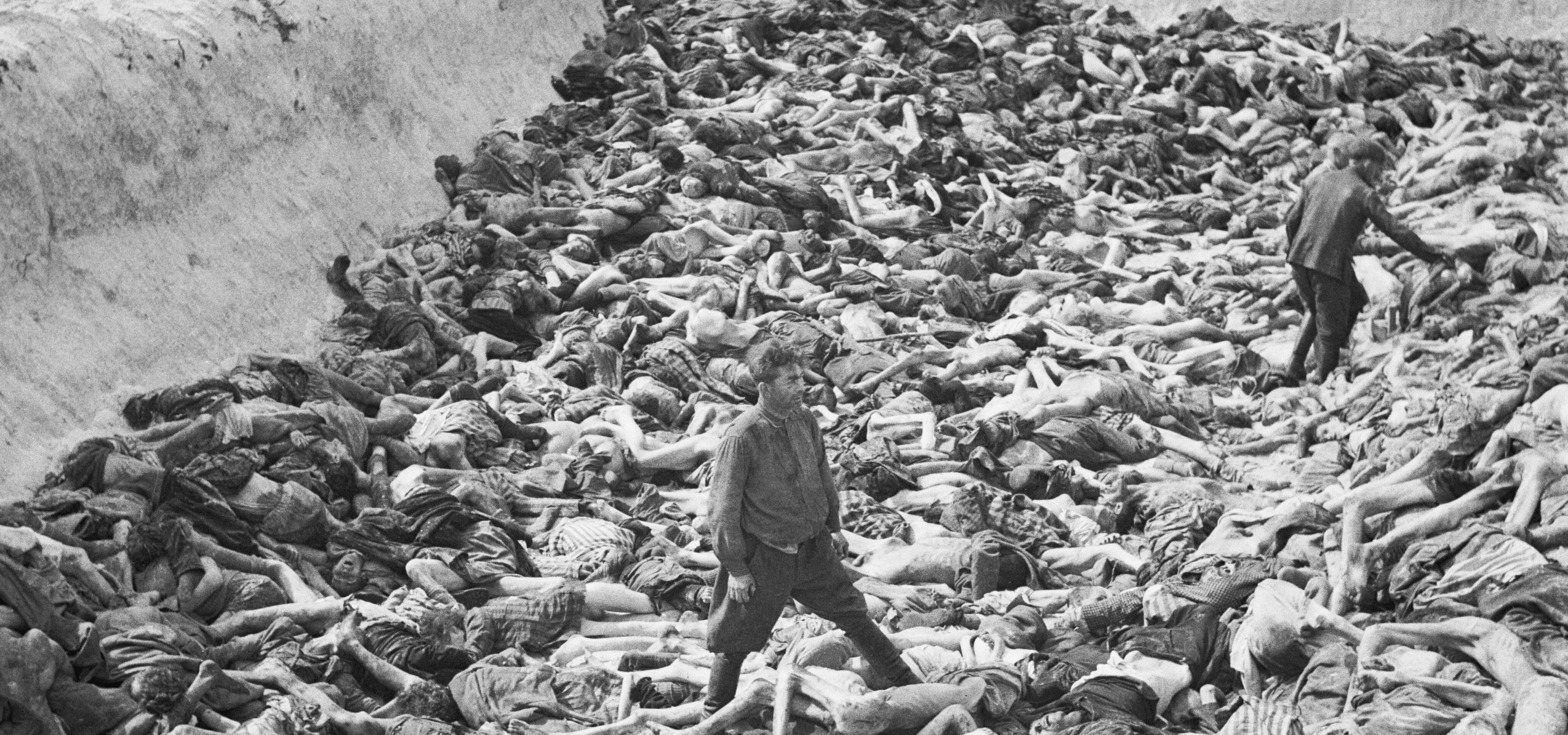
Bestattung von toten Häftlingen in einem Massengrab durch ehemalige SS-Angehörige im befreiten KZ Bergen-Belsen

Am 15. April 1945 wurde das KZ Bergen-Belsen durch britische Truppen befreit, die dort über 10.000 Tote und etwa 60.000 Überlebende vorfanden. Zu diesem Zeitpunkt befand sich Francioh nicht innerhalb des Lagers, sondern außerhalb bei seiner Frau. Zusammen mit seiner Frau, die schon die gemeinsame Habe zusammengepackt hatte, hätte Francioh fliehen können, sah es jedoch als seine Pflicht an, in das Lager zurückzukehren. Nach der Befreiung des Lagers war Francioh weiter als Koch tätig, bis er am 17. oder 18. April 1945 durch die britische Armee unter Arrest gestellt wurde. Wie auch das andere SS-Lagerpersonal wurde er dazu verpflichtet, die Leichen abzutransportieren und in Massengräbern zu bestatten. 
Im ersten Bergen-Belsen-Prozess (17. September bis 17. November 1945) wurde er wegen seiner in Bergen-Belsen begangenen Verbrechen angeklagt. Die Anklage warf ihm vor, im KZ Bergen-Belsen mehrere Häftlinge erschossen zu haben, wie verschiedene überlebende Häftlinge bezeugten. Unter anderem habe Francioh Häftlinge erschossen, als sie sich bückten, um vor seinem Fenster Kartoffelschalen aufzuheben. Francioh gab in seinen Aussagen an, keine Häftlinge misshandelt oder erschossen zu haben.
Francioh, der auf „nicht schuldig“ plädierte, wurde am 17. November 1945 schuldig gesprochen und zum Tode durch den Strang verurteilt. Der britische Henker Albert Pierrepoint vollstreckte das Urteil am 13. Dezember 1945 im Zuchthaus Hameln.